# Felicitas (mythologie)

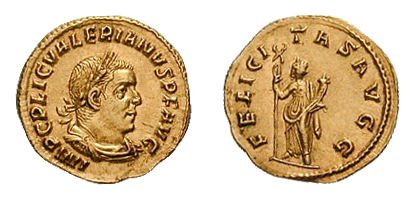
Felicitas met caduceus en cornucopia (aureus van Valerianus I).

Felicitas (Latijn: "geluk(zaligheid)") is in de Romeinse mythologie de personificatie van het geluk, de gelukzaligheid en de vruchtbaarheid. 
Ze werd meestal voorgesteld als een matrona met een hoorn des overvloeds alsook een caduceus in haar handen en soms ook een modius (oude inhoudsmaat) op haar hoofd. 
Lucius Liciniuis Lucullus bouwde als eerste halverwege de 2e eeuw v.Chr. in het Velabrum op het Marsveld een tempel ter ere van Felicitas met de opbrengst van de buit van zijn veldtocht in Hispania (151-150 v.Chr.). Deze tempel werd door Marcus Aemilius Lepidus afgewerkt en brandde tijdens de regering van Claudius af en werd nadien nooit meer herbouwd.
Sinds Lucius Cornelius Sulla, die zich de bijnaam Felix had verworven, won haar cultus steeds mee aan belang. Gaius Iulius Caesar liet voor haar een nieuwe tempel oprichten op de plaats van de Curia Hostilia en in de beslissende slag bij Thapsus was "Felicitas" het parool van Caesars troepen. In de Romeinse Keizertijd was Felicitas Augusta de verzinnebeelding van de voortdurende gelukstoestand van het Imperium Romanum en verscheen met haar attributen voornamelijk op de keerzijde van munten. Commodus nam in 185 felix voor het eerst in de officiële keizerlijke titulatuur op.